# Paolo Bollini
Paolo Bollini (1960) fue uno de los dos capitanes regentes (jefes de Estado y Gobierno) de la República de San Marino. Es miembro del Partido Socialista de San Marino.
Bollini ocupó el puesto de capitán regente desde el 1 de octubre de 1998 hasta el 31 de marzo de 1999 junto con Pietro Berti, y desde el 1 de abril de 2004 hasta el 30 de septiembre de ese mismo año junto con Marino Riccardi.
- Datos: Q557046